# Marcos Mata
Marcos Daniel Mata (Mar del Plata, 1 de agosto de 1986) es un jugador de básquetbol profesional argentino que, con 2,01 metros de altura, se desempeña en la posición de alero. Actualmente juega en Obras Basket de la Liga Nacional de Básquet de Argentina. Fue internacional con la selección de básquetbol de Argentina, llegando a disputar la Copa Mundial de Baloncesto de 2010 y 2014.

## Trayectoria
Mata comenzó a practicar básquetbol en el club Kimberley, pasando luego a las divisiones formativas de Peñarol. Jugando para ese club haría su debut en la Liga Nacional de Básquet durante la temporada 2003-04. Fue una pieza clave del plantel que obtuvo importantes logros a nivel nacional e internacional.
En agosto de 2013 dejó su país para unirse al Cajasol Sevilla de la ACB de España. Tras una temporada en Europa desembarcó en el Franca, un equipo del NBB.
Mata fue repatriado en agosto de 2015 por San Lorenzo, como parte de su ambicioso proyecto para constituir un equipo que dominase la LNB. Su producción fue muy importante para el equipo, el cual cosecharía varios títulos locales e internacionales. 
En julio de 2020 volvió a dejar su país para jugar como refuerzo extranjero: en este caso su destino fue el Saga Ballooners de la segunda categoría japonesa. Al no conseguir la promoción, dejó el equipo y fichó con Aguada de la Liga Uruguaya de Básquetbol.
En junio de 2022, Mata fue nuevamente repatriado, pero esta vez por Boca Juniors. Jugó los siguientes dos años con el equipo, aportándole su experiencia y liderazgo. En su segunda temporada, Boca hizo la hazaña de derrotar a los favoritos en los playoffs, quedándose finalmente con el título local, el octavo de esa índole para Mata. En esa ocasión el jugador rompió el récord de mayor cantidad de rebotes capturados en las finales de la LNB, superando los 286 rebotes de Leonardo Gutiérrez.
Aunque se esperaba que continúe una tercera temporada en Boca, Mata optó por dejar al club y pasar a las filas de Obras Basket.

## Selección nacional
Mata integró la selección de básquetbol de Argentina en numerosas ocasiones, siendo convocado regularmente entre 2008 y 2015. 
Disputó el Campeonato Mundial de Baloncesto de 2010 en Turquía, como también el Campeonato Mundial de Baloncesto de 2014 en España. Asimismo fue parte del equipo que compitió en el torneo de baloncesto de los Juegos Olímpicos de Londres 2012. 
A nivel continental disputó el Campeonato FIBA Américas de 2013 -donde los argentinos terminaron terceros- y los Juegos Panamericanos de 2015 -que finalizaron con Argentina en el quinto puesto-. 
Participó de cuatro ediciones del Campeonato Sudamericano de Baloncesto, siendo campeón en dos (2008 y 2012) y subcampeón en las otras dos (2010 y 2014).

## Palmarés

### Campeonatos nacionales
- Liga Nacional de Básquet : (8)
  - Peñarol: 2009-10, 2010-11, 2011-12.
  - San Lorenzo: 2015-16, 2016-17, 2017-18, 2018-19.
  - Boca Juniors: 2023-24.
- Torneo Súper 8 : (3)
  - Peñarol: 2006, 2009, 2011.
- Torneo Súper 4 : (1) 
  - San Lorenzo: 2017.
- Copa Argentina : (1)
  - Peñarol: 2010.

### Campeonatos internacionales
- Liga de las Américas: (4)

Club Atlético Peñarol: 2007-08, 2009-10.
San Lorenzo de Almagro: 2018, 2019.
- Torneo Interligas de Básquet: (2)

Club Atlético Peñarol: 2010, 2012.